# Comes (kardynał S. Maria in Aquiro)
Comes (zm. w 1126) – kardynał, żyjący na początku XII wieku.

## Życiorys
O jego pochodzeniu nie wiadomo nic pewnego, choć prawdopodobnie był Włochem. Około 1113 roku papież Paschalis II mianował go kardynałem diakonem Santa Maria in Aquiro i następnie wysłał go wraz z kardynałem Konradem z S. Pudenziana jako legata do Ventimiglia. Podpisywał bulle papieskie między 21 grudnia 1116 a 6 lutego 1126. W styczniu 1118 uczestniczył w wyborze papieża Gelazjusza II, nie towarzyszył mu jednak na wygnaniu we Francji. W marcu 1119 należał do komisji kardynalskiej w Rzymie, która zatwierdziła wybór papieża Kaliksta II dokonany w Cluny przez nielicznych kardynałów obecnych przy zgonie Gelazjusza II. W 1125 był legatem w Pizie i Genui. Zmarł prawdopodobnie między 6 lutego a 21 lipca 1126.
Niekiedy jest błędnie utożsamiany ze swoim imiennikiem, kardynałem prezbiterem S. Sabina i S. Eudoxia w latach 1123–1139.